# Llengua sioux
La llengua sioux, o sioux-assiniboine-stoney, o dakotan, o fins i tot simplement dakota (lato sensu), és una de les branques principals de la família siouan de llengües ameríndies: està formada pel continu dialectal dels idiomes parlats pels pobles generalment anomenats sioux, i per les llengües estretament relacionades dels assiniboines i dels stoneys.
La paraula dakota és un autònim sioux que significa "amics" o "aliats" i s'aplica particularment als grups santee (dakota oriental) i yankton-yanktonai (dakota occidental), dos dels tres als quals es coneix col·lectivament com a sioux i els dialectes dels quals encara resulten mútuament intel·ligibles. El tercer grup, el dels Teton, es designa amb el terme lleugerament modificat de lakota.
L'endònim nakota o nakoda és utilitzat en canvi pels assiniboins (també nakona) i els stoneys, els idiomes dels quals ja no són mútuament intel·ligibles entre si i per als del grup dakota-lakota. El terme nakota s'ha utilitzat sistemàticament de manera incorrecta en el passat (i sovint continua sent-ho) també per als yankton-yanktonai

## Parlants
Els sioux viuen avui dia a Dakota del Nord, Dakota del Sud, Montana, Minnesota, Nebraska, Manitoba, Saskatchewan i Alberta. Hi ha uns 23.000 parlants de la llengua, 5.000 d'ells al Canadà i 18.000 als Estats Units.
Des del 2019, "la llengua de la Gran Nació Sioux, formada per tres dialectes, dakota, lakota i nakota" és la llengua indígena oficial del Dakota del Sud.

## Varietats

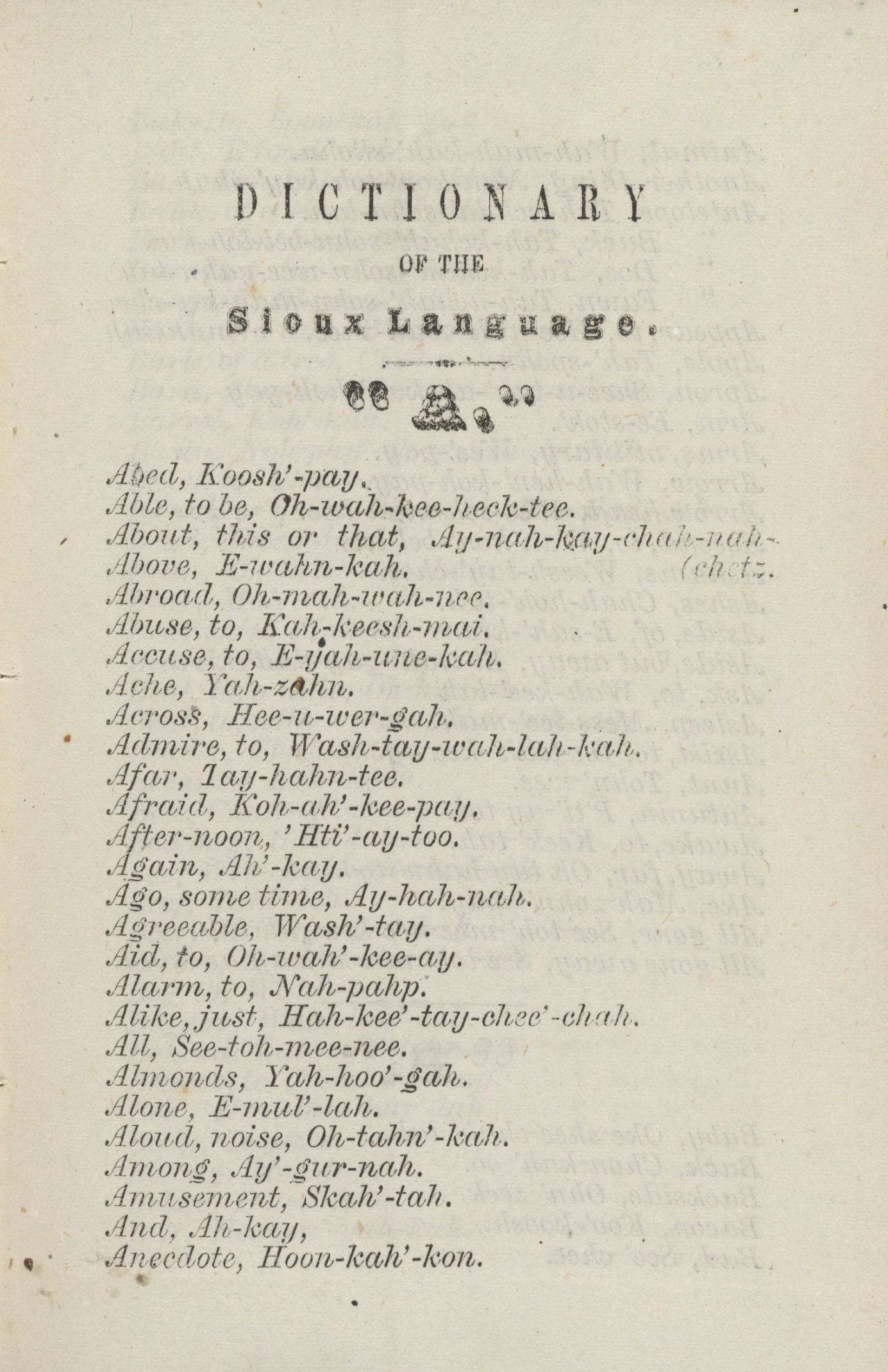
Dictionary of the Sioux Language, 1866

Les varietats de la llengua sioux són les següents:
- Assiniboine (nakota, nakoda o nakona) - Codi SIL (ISO 639-3): asb (anglès)
- Dakota (stricto sensu) - Codi SIL (ISO 639-3): dak (anglès)
  - Dakota Occidental (també Yankton-Yanktonai o Dakȟóta; sovint anomenat erròniament "nakota"[7])
    - Yankton (Iháŋktȟuŋwaŋ)
    - Yanktonai (Iháŋktȟuŋwaŋna)

  - Dakota Oriental (també Santee-Sisseton o Dakhóta)
    - Santee (Isáŋyáthi: Bdewákhathuŋwaŋ, Waȟpékhute)
    - Sisseton (Sisíthuŋwaŋ, Waȟpéthuŋwaŋ)
- Lakota - Codi SIL (ISO 639-3): lkt (anglès)(també Lakȟóta, Teton, Teton Sioux)
- Stoney (nakoda o nakota) - Codi SIL (ISO 639-3): sto (anglès)

## Gramàtica
L'accent tònic és fonètic, usualment cau a la segona síl·laba, en moltes paraules a la primera.
La llengua dakota té formes primàries i derivades nominals; primària seria maka terra, peta foc, ate pare, ina mare. Exemples de noms derivats s'aconsegueixen mitjançant altres noms, verbs i adjectius. Els prefixs i-, wa-, wo-, ta-, wa-. L'idioma no disposa d'articles, pel plural es fa distinció entre noms animats i inanimats; el primer pren -pi; els inanimats no canvien. Els pronoms demostratius són de (això), plural dena; he (això), plural hena. L'interrogatiu és tuwe (qui?), plural tuwepi, taku (què?). Les preposicions són per exemple, ahna (amb), en (dins), ekta (cap a).

### Diferències fonètiques
La següent taula mostra algunes de les principals diferències fonètiques entre les varietats regionals de la llengua sioux. La taula també proporciona la comparació amb les dues llengües estretament relacionades nakota (assiniboine i stoney), que no obstant això ja no són mútuament intel·ligibles amb la llengua sioux.
| Sioux            | Sioux             | Sioux             | Sioux            | Sioux            | Assiniboine                        | Stoney  | significat      |
| Lakota           | Dakota occidental | Dakota occidental | Dakota oriental  | Dakota oriental  |                                    |         |                 |
|                  | Yanktonai         | Yankton           | Sisseton         | Santee           |                                    |         |                 |
| ---------------- | ----------------- | ----------------- | ---------------- | ---------------- | ---------------------------------- | ------- | --------------- |
| Lakȟóta (Lakȟól) | Dakȟóta (Dakȟól)  | Dakȟóta (Dakȟól)  | Dakhóta (Dakhól) | Dakhóta (Dakhól) | Nakhóta (Nakhóda, Nakhóna, Nakhón) | Nakhóda | autodesignació  |
| lowáŋ            | dowáŋ             | dowáŋ             | dowáŋ            | dowáŋ            | nowáŋ                              | nowáŋ   | cantar          |
| ló               | dó                | dó                | dó               | dó               | nó                                 | nó      | afirmació       |
| čísčila          | čísčina           | čísčina           | čístina          | čístina          | čúsina                             | čúsin   | petit           |
| hokšíla          | hokšína           | hokšína           | hokšína          | hokšída          | hokšína                            | hokšín  | noi             |
| gnayáŋ           | gnayáŋ            | knayáŋ            | hnayáŋ           | hnayáŋ           | knayáŋ                             | hna     | enganyar        |
| glépa            | gdépa             | kdépa             | hdépa            | hdépa            | knépa                              | hnéba   | vomitar         |
| kigná            | kigná             | kikná             | kihná            | kihná            | kikná                              | gihná   | calmar          |
| slayá            | sdayá             | sdayá             | sdayá            | sdayá            | snayá                              | snayá   | engreixar       |
| wičháša          | wičháša           | wičháša           | wičhášta         | wičhášta         | wičhášta                           | wičhá   | home            |
| kibléza          | kibdéza           | kibdéza           | kibdéza          | kibdéza          | kimnéza                            | gimnéza | Desembriagar-se |
| yatkáŋ           | yatkáŋ            | yatkáŋ            | yatkáŋ           | yatkáŋ           | yatkáŋ                             | yatkáŋ  | beure           |
| hé               | hé                | hé                | hé               | hé               | žé                                 | žé      | això            |

#### Diferències lèxiques
També hi ha nombroses diferències lèxiques entre els dialectes sioux, així com entre els sub-dialectes. El lèxic yankton-yanktonai és de fet més a prop de la llengua lakota que el Santee-Sisseton. La següent taula mostra alguns exemples:
| Significat | Santee-Sisseton | Yankton-Yanktonai | Lakota               | Lakota            |
| Significat | Santee-Sisseton | Yankton-Yanktonai | Lakota septentrional | Lakota meridional |
| ---------- | --------------- | ----------------- | -------------------- | ----------------- |
| Noi        | šičéča          | wakȟáŋyeža        | wakȟáŋyeža           | wakȟáŋyeža        |
| Genoll     | hupáhu          | čhaŋkpé           | čhaŋkpé              | čhaŋkpé           |
| Ganivet    | isáŋ / mína     | mína              | míla                 | míla              |
| Ronyons    | phakšíŋ         | ažúŋtka           | ažúŋtka              | ažúŋtka           |
| Barret     | wapháha         | wapȟóštaŋ         | wapȟóštaŋ            | wapȟóštaŋ         |
| Encara     | hináȟ           | naháŋȟčiŋ         | naháŋȟčiŋ            | naháŋȟčiŋ         |
| Home       | wičhášta        | wičháša           | wičháša              | wičháša           |
| Famèlic    | wótehda         | dočhíŋ            | ločhíŋ               | ločhíŋ            |
| Matí       | haŋȟ’áŋna       | híŋhaŋna          | híŋhaŋna             | híŋhaŋni          |
| Afeitar    | kasáŋ           | kasáŋ             | kasáŋ                | glak’óǧa          |

## Sistemes d'escriptura
La vida per als dakota va canviar significativament en el segle xix quan es produí un major contacte amb els colons blancs, particularment missioners cristians. L'objectiu dels missioners era introduir els dakota a les creences cristianes. Per aconseguir això, les missions van començar a transcriure l'idioma dakota. En 1836, els germans Samuel i Gideon Pond, rev. Stephen Return Riggs, i el Dr. Thomas Williamson es va disposar a traduir himnes traduint i històries de la Bíblia al dakota. Abans de 1852, Riggs i Williamson havien completat una Gramàtica i un Diccionari Dakota (Saskatchewan Indian Cultural Center). Amb el temps, es va traduir tota la Bíblia.
Avui dia, és possible trobar una gran varietat de textos en dakota. S'han traduït històries tradicionals, llibres per a nens, fins i tot jocs com Pictionary i Scrabble. Malgrat aquest progrés, escriure en dakota no està exempt de dificultats. Els germans Pond, rev. Riggs, i el Dr. Williamson no van ser els únics missioners que documentaren la llengua dakota. Per la mateixa època, altres missioners estaven desenvolupant les seves pròpies versions de la llengua escrita en altres bandes dakota. Des de la dècada de 1900, lingüistes professionals han estat creant les seves pròpies versions de l'ortografia. El dakota també han estat fent modificacions. "Tenir tants sistemes d'escriptura diferents està causant confusió, conflicte entre els nostres [els], causant la inconstància en el que s'ensenya als estudiants, i fer l'intercanvi de materials d'instrucció molt difícil" (SICC).
Abans de l'escriptura de l'home blanc els dakota tenien un sistema d'escriptura propi: un representació pictogràfica. En l'escriptura pictogràfica, un dibuix representa exactament el que significa. Per exemple, un dibuix d'un gos significa literalment un gos. Palmer escriu que,
"Com a llenguatge escrit, les [pictografies] eren prou pràctiques per permetre als lakota mantenir un registre dels anys en els seus recomptes d'hivern que encara es pot entendre avui dia, i va ser en aquest ús comú que les pictografies van ser reconegudes i acceptades pels funcionaris del cens en la dècada de 1880, que rebrien juntes o pells adornades amb el nom del cap de la família representat gràficament." (Pàg. 34).
Per als missioners, però, la documentació de la Bíblia a través de pictogrames era poc pràctica i presenta importants reptes.
| Alfabet fonètic internacional | Buechel & Manhart (pronunciació) | Ullrich | Brandon University | Deloria & Boas | Dakota Mission | Rood & Taylor | Riggs | Williamson | Universitat de Minnesota | White Hat | Txakini Practical |
| ----------------------------- | -------------------------------- | ------- | ------------------ | -------------- | -------------- | ------------- | ----- | ---------- | ------------------------ | --------- | ----------------- |
| ʔ                             | ´                                | ´       | ʾ                  | ´              | cap            | ʼ             | ´     | ´          | ´                        | cap       | '                 |
| a                             | a                                | a       | a                  | a              | a              | a             | a     | a          | a                        | a         | a                 |
| aː                            | a (á)                            | á       | a                  | a              | a              | a             | a     | a          | a                        | a         | 'a 3              |
| ã                             | an, an' (aη)                     | aŋ      | an̄                 | ą              | an             | ą             | aŋ    | aŋ         | aŋ                       | aη        | an                |
| p~b                           | b                                | b       | b                  | b              | b              | b             | b     | b          | b                        | b         | b                 |
| tʃ                            | c                                | č       | c                  | c              | c              | č             | ć     | c          | c                        | c̄         | c                 |
| tʃʰ                           | c (c, c̔)                         | čh      | ć                  | cʽ             | c              | čh            | ć̣     | c̣          | c                        | ċ ¹       | ch                |
| tʃʼ                           | c’                               | č’      | c̦                  | c’             | c              | čʼ            | ć     | c          | c’                       | ċ’ ¹      | c'                |
| t~d                           | cap                              | cap     | d                  | d              | d              | d             | d     | d          | d                        | d         | d                 |
| e~ɛ                           | e                                | e       | e                  | e              | e              | e             | e     | e          | e                        | e         | e                 |
| eː~ɛː                         | e (é)                            | é       | e                  | e              | e              | e             | e     | e          | e                        | e         | 'e 3              |
| k~ɡ                           | g                                | g       | g                  | g              | g              | g             | g     | g          | g                        | g         | g                 |
| ʁ~ɣ                           | g (ġ)                            | ǧ       | ǥ                  | ġ              | g              | ǧ             | ġ     | ġ          | g                        | ġ         | gx                |
| h                             | h                                | h       | h                  | h              | h              | h             | h     | h          | h                        | h         | h                 |
| χ                             | h̔                                | ȟ       | ħ                  | ḣ              | r              | ȟ             | ḣ     | ḣ          | ḣ                        | ḣ         | x                 |
| χʔ~χʼ                         | h’ (h̔’)                          | ȟ’      | ħ̦                  | ḣ’             | r              | ȟʼ            | ḣ     | ḣ          | ḣ’                       | ḣ’        | x'                |
| i                             | i                                | i       | i                  | i              | i              | i             | i     | i          | i                        | i         | i                 |
| iː                            | i (í)                            | í       | i                  | i              | i              | i             | i     | i          | i                        | i         | 'i 3              |
| ĩ                             | in, in' (iη)                     | iŋ      | in̄                 | į              | in             | į             | iŋ    | iŋ         | iŋ                       | iη        | in                |
| k                             | k (k, k̇)                         | k       | k                  | k              | k              | k             | k     | k          | k                        | k         | k                 |
| kʰ~kˣ                         | k                                | kh      | k̔                  | k‘             | k              | kh            | k     | k          | ḳ                        | k         | kh                |
| qˣ~kˠ                         | k (k̔)                            | kȟ      | k̔                  | k‘             | k              | kh            | k     | k          | ḳ                        | k̇         | kx                |
| kʼ                            | k’                               | k’      | ķ                  | k’             | q              | kʼ            | ḳ     | ḳ          | k’                       | k’        | k'                |
| l                             | l                                | l       | cap                | l              | cap            | l             | l     | l          | cap                      | l         | l                 |
| lː                            | l'                               | cap     | cap                | cap            | cap            | cap           | cap   | cap        | cap                      | cap       | cap               |
| m                             | m                                | m       | m                  | m              | m              | m             | m     | m          | m                        | m         | m                 |
| n                             | n                                | n       | n                  | n              | n              | n             | n     | n          | n                        | n         | n                 |
| ŋ                             | n                                | n       | n                  | n              | n              | ň             | n     | n          | n                        | n         | ng                |
| o                             | o                                | o       | o                  | o              | o              | o             | o     | o          | o                        | o         | o                 |
| oː                            | o (ó)                            | ó       | o                  | o              | o              | o             | o     | o          | o                        | o         | 'o 3              |
| õ~ũ                           | on, on' (oη)                     | uŋ      | un̄                 | ų              | on             | ų             | oŋ    | oŋ         | uŋ                       | uη        | un                |
| p                             | ṗ (p, ṗ)                         | p       | p                  | p              | p              | p             | p     | p          | p                        | p̄         | p                 |
| pʰ                            | p                                | ph      | p̔                  | p‘             | p              | ph            | p     | p          | p̣                        | p         | ph                |
| pˣ~pˠ                         | p (p̔)                            | pȟ      | p̔                  | p‘             | p              | ph            | p     | p          | p̣                        | ṗ         | px                |
| pʼ                            | p’                               | p’      | p̦                  | p’             | p              | pʼ            | p̣     | p̣          | p’                       | p’        | p'                |
| s                             | s                                | s       | s                  | s              | s              | s             | s     | s          | s                        | s         | s                 |
| sʼ                            | s'                               | s'      | ș                  | s'             | s              | sʼ            | s'    | s'         | s'                       | s'        | s'                |
| ʃ                             | š                                | š       | š                  | ṡ              | x, ś           | š             | ś     | ṡ          | ṡ                        | ṡ ²       | sh                |
| ʃʔ~ʃʼ                         | š’                               | š’      | ș̌                  | ṡ’             | x, ś           | š             | ś’    | ṡ’         | ṡ’                       | ṡ’ ²      | sh'               |
| t                             | t (t, ṫ)                         | t       | t                  | t              | t              | t             | t     | t          | t                        | t         | t                 |
| tʰ                            | t                                | th      | tʿ                 | tʽ             | t              | th            | t     | t          | ṭ                        | t         | th                |
| tˣ~tˠ                         | t (t̔)                            | tȟ      | tʿ                 | tʽ             | t              | th            | t     | t          | ṭ                        | ṫ         | tx                |
| tʼ                            | t’                               | t’      | ţ                  | t’             | t              | tʼ            | ṭ     | ṭ          | t’                       | t’        | t'                |
| u                             | u                                | u       | u                  | u              | u              | u             | u     | u          | u                        | u         | u                 |
| uː                            | u (ú)                            | ú       | u                  | u              | u              | u             | u     | u          | u                        | u         | 'u 3              |
| õ~ũ                           | un, un' (uη)                     | uŋ      | un̄                 | ų              | un             | ų             | uŋ    | uŋ         | uŋ                       | uη        | un                |
| w                             | w                                | w       | w                  | w              | w              | w             | w     | w          | w                        | w         | w                 |
| j                             | y                                | y       | y                  | y              | y              | y             | y     | y          | y                        | y         | y                 |
| z                             | z                                | z       | z                  | z              | z              | z             | z     | z          | z                        | z         | z                 |
| ʒ                             | j                                | ž       | ž                  | z              | j              | ž             | ź     | ż          | ż                        | j         | zh                |

¹ Saskatchewan usa c̀ per White Hat's ċ
² Saskatchewan usa s̀ per White Hat's ṡ
3 Marca una síl·laba inicial tònica